# Neolaparus ophion
Neolaparus ophion är en tvåvingeart som beskrevs av Speiser 1910. Neolaparus ophion ingår i släktet Neolaparus och familjen rovflugor. Inga underarter finns listade i Catalogue of Life.